# Мелан (сын Ликимния)
Мелан или Мелас (др.-греч. Μέλας) — персонаж греческой мифологии из аргосского цикла, сын Ликимния. Был спутником своего родича Геракла и погиб в походе на Эхалию.

## В мифологии
Мелан принадлежал к роду Персеидов. Он был сыном Ликимния и соответственно правнуком Персея, а Геракл приходился ему двоюродным братом. Матерью Мелана была Перимеда (сестра Амфитриона), братьями — Эон и Аргий. Все трое относились к окружению Геракла.
Античные авторы упоминают Мелана только в связи с одним эпизодом биографии Геракла. Согласно Псевдо-Аполлодору, этот герой сопровождал родича в его походе из Трахина в Фессалии против Еврита, царя Эхалии на Эвбее. В армии Геракла были аркадяне, мелийцы и эпикнемидские локры. Они одержали победу: Эхалия была взята штурмом и разграблена, но Мелан погиб в схватке вместе с братом Аргием (по другой версии, Аргий погиб позже под Троей); Геракл похоронил обоих сразу после взятия города. Этим событиям была посвящена поэма «Взятие Эхалии», которую чаще всего приписывали Креофилу с Самоса, а иногда — Гомеру. Текст этого произведения не сохранился.